# Pejo Ćošković
Pejo Ćošković (Domaljevac, 12 de abril de 1952) es un medievalista bosnio y profesor de la Facultad de Filosofía de la Universidad de Sarajevo , Departamento de Historia, en Sarajevo, Bosnia y Herzegovina.

## Primeros años
Nació en Domaljevac, cerca de Bosanski Šamac.
Se graduó del Gimnasio Franciscano de Visoko. En 1978 se graduó de la Facultad de Filosofía de la Universidad de Belgrado, donde también obtuvo su maestría en 1986 con la obra «Bosanska kraljevina u prijelomnim godinama 1443.-1446.». Defendió su tesis doctoral, titulada «Crkva bosanska u 15. vijeku», en 1988 en Belgrado. Completó su formación posdoctoral como becario del gobierno italiano en 1989 en la Universidad de Roma, la Facultad de Literatura y Filosofía, el Departamento de Lingüística y Literatura Serbocroata.

## Carrera
Trabajó en el instituto, el Instituto de Historia y la Academia Pedagógica de Banja Luka. Trabaja en el Leksikografski zavod Miroslav Krleža de Zagreb . En 2002, fue elegido profesor adjunto y, en 2006, profesor asociado de la Facultad de Filosofía de Sarajevo, donde imparte asignaturas sobre la historia de la Bosnia medieval.
Ha participado en numerosos congresos científicos nacionales e internacionales , presentando trabajos de investigación. Ha publicado artículos en diversas revistas científicas , como Prilozi ( trad.  Contribuciones ) del Instituto de Historia, Istorijski zbornik, Croatica Christiana Periodica y Radovi de la Facultad de Filosofía de Sarajevo, sobre temas de Historia, Historia del Arte, Arqueología, entre otros. Ha escrito tres libros, además de numerosos tratados , artículos científicos , contribuciones y alrededor de 1000 entradas enciclopédicas .

## Intereses de investigación
Historia de Bosnia en la Edad Media, Iglesia bosnia y su clero, incluido Vlatko Tumurlić, historia de la región de Banja Luka, historia de Croacia en la Edad Media y lexicografía.

## Obras
Google Scholar scientist profile for Pejo Ćošković.

### Ediciones especiales
1. Bosanska kraljevina u prijelomnim godinama 1443.-1446., Banja Luka, 1988.
2. Susret sa zagubljenom poviješću – područje Bosanske Gradiške u razvijenom srednjem vijeku, Zagreb, 2001.
3. Crkva bosanska u 15. vijeku, Sarajevo, 2005.; Prikaz, u:

### Artículos y tratados
1. Bosanska Dubica u bosansko-ugarskim odnosima 1398.-1402. godine, Istorijski zbornik 2, Banja Luka, 1981, 43–53.
2. O gostima 'Crkve bosanske', Istorijski zbornik 4, Banja Luka, 1983, 7-40.
3. O dolasku Stjepana Tomaša na vlast i njegovom međunarodnom priznanju, Istorijski zbornik 5, Banja Luka, 1985, 7-35.
4. Banjaluka i pomaganje jajcu 1525. godine, Istorijski zbornik 8, Banja Luka, 1987, 13–36.
5. Maglovita stoljeća (Tragom najstarijeg poznatog spomena Banjaluke), Glas 44/4950, Banja Luka 14.-15.02. 1987, 6.
6. Bosanski krstjani u ocima svojih kršcanskih suvremenika, Nastava povijesti III/4, Zagreb, 1988, 188–191.
7. Tomašev progon sljedbenika Crkve bosanske 1459., Migracije i Bosna i Hercegovina, Sarajevo, 1990, 43–50.
8. Od najstarijih vremena do 1527. godine, "Banjaluka", Institut za istoriju, Banja Luka 1990, 7-29.
9. Krstjanin Vlatko Tumurlić i njegovo doba (1403.-1423.), Croatica Christiana Periodica 35, Zagreb, 1995, 1-54.
10. Veliki knez bosanski Tvrtko Borovinić, Croatica Christiana Periodica 37, Zagreb, 1996, 57–81.
11. Bosansko-ugarski odnosi u širem kontekstu politickih gibanja u 10. vijeku, "Bosna i Hercegovina i svijet", Institut za istoriju, Sarajevo, 1996, 11–37.
12. Neproslavljena 500. obljetnica. Prilog pola stoljeća dugoj povijesti Banje Luke, Hrvatska misao 1, Sarajevo, 1997, 24–38.
13. Pogledi o povijesti Bosne i Crkvvi bosanskoj, Radovi Zavoda za hrvatsku povijest 32–33, Zagreb 1999–2000.
14. Ustrojstvo Crkve bosanske, Zbornik radova o fra Anđelu Zvizdoviću, Sarajevo-Fojnica, 2000, 61–83.
15. Bosna na prijelomu stoljeća i potvrda državnih granica 1406., Prilozi Instituta za istoriju u Sarajevu 31, Sarajevo, 2002, 57–81.
16. Četvrt stoljeća historiografije o Crkvi bosanskoj, Posebna izdanja ANUBiH CXX, Odjeljenje društvenih nauka 36, Sarajevo, 2003, 31–54.
17. Interpretacija Kniewaldova kritičkog izdanja bilinopoljske izjave, Prilozi Instituta za istoriju 32, Sarajevo, 2003, 75–117.